# Masacre de Daoxian
La Masacre de Daoxian (en chino tradicional: 道縣大屠殺; en chino simplificado: 道县大屠杀), también conocido como Masacre de Dao County, fue una masacre que tuvo lugar durante la Revolución Cultural en Daoxian, Hunan, China, así como en otros diez condados y ciudades cercanas. Del 13 de agosto al 17 de octubre de 1967, un total de 7,696 personas fueron asesinadas, mientras que 1,397 personas fueron obligadas a suicidarse. Otras 2,146 personas resultaron heridas y discapacitadas permanentemente. La mayoría de las víctimas fueron etiquetadas como "enemigo del pueblo", pertenecientes a las "Cinco Categorías Negras", mientras que al menos 14,000 personas participaron en la masacre.
Después de la Revolución Cultural, el Partido Comunista de China (PCCh) consideró el incidente de Daoxian como uno de los "casos injustos, falsos e ilícitos (冤假错案)" durante el período "Boluan Fanzheng", pero solo un pequeño número de los autores fueron castigados y ninguno fue sentenciado a muerte. Varios líderes de la masacre fueron expulsados del PCCh o recibieron penas de prisión finitas; En el condado de Dao ("Daoxian"), solo 11 personas fueron procesadas y sentenciadas a 3-10 años de prisión, respectivamente.

## Antecedentes históricos
En mayo de 1966, Mao Zedong lanzó la Revolución Cultural en China continental. En 1967, dos facciones surgieron en el condado de Dao ("Daoxian") de la provincia de Hunan y se involucraron constantemente en luchas violentas. Al mismo tiempo, los campesinos del condado de Dao de la provincia de Hunan acuñaron la frase "Equipo de matanza negro (黑杀队)", que consistía en 21 tipos de personas, como los miembros de las Cinco Categorías Negras y sus familiares. Se dijo que el equipo tenía la intención de tomar represalias contra los campesinos y los funcionarios locales. Como resultado, de agosto a octubre de 1967, estalló la masacre de Daoxian, dirigida a miembros del "Equipo de matanza  negros".

## La masacre

### Métodos de matar
En la masacre de Daoxian, los métodos de asesinato incluyeron disparos, ahogamiento, explotar con dinamitas, entierro en vivo, ahorcamiento, quema, golpes, etc. El método para matar a algunos de los niños era golpearlos contra el suelo.

### Número de muertos
La masacre fue llevada a cabo por campesinos locales y fue dirigida por la rama del Partido Comunista y la milicia local. Las víctimas eran en su mayoría miembros de las "Cinco Categorías Negras" y sus familias. Los miembros de una de las facciones estaban vinculados a las "Cinco Categorías Negras". Más de 14,000 personas participaron en la masacre.
Del 13 de agosto al 17 de octubre de 1967, 7696 personas fueron asesinadas, 1397 fueron obligadas a suicidarse y 2146 quedaron discapacitadas. En particular, las víctimas incluyeron 4057 niños de los miembros de las "Cinco Categorías Negras", incluidos 862 menores de 18 años. Entre las víctimas, la mayor tenía 78 años y la menor 10 días.